# Janko Brašić
Janko Brašić (en serbe cyrillique Јанко Брашић ; né le 9 janvier 1906 à Oparić - mort le 15 juin 1994 à Oparić)) était un peintre serbe. Il est considéré comme le premier représentant de l'art naïf en Serbie.

## Biographie
Janko Brašić est né, a vécu et a travaillé à Oparić, un village serbe de la municipalité de Rekovac. Il a exposé individuellement à Londres, Paris, Bruxelles, Munich, Parme, Trebinje, Zagreb, Belgrade, Čačak et Jagodina.

## Œuvres
Parmi ses œuvres importantes, on peut signaler quelques scènes de genre comme Sedeljka (« La Réception », 1959) ou Svadbeno kolo (« La danse nuptiale », 1967), ainsi que des portraits comme Portret majke (« Portrait de la mère de l'artiste », 1935), Portret ćerke (« Portrait de la fille de l'artiste », 1939). Il a également peint des paysages, comme Le Parc (1935).
Dès le début de sa création en 1933, il peignit des autoportraits et, surtout, un célèbre Autoportret (« Autoportrait », 1960).
Le Musée d'art naïf et marginal de Jagodina conserve un grand nombre de ses œuvres.